# Notvikgrönnan
Notvikgrönnan is een Zweeds eiland / zandplaat (grönnan) in het meer Gammelstadsviken. Het eiland ligt midden in heet meer, is onbewoond en heeft geen oeververbinding. Het eiland is een natuurreservaatje. Het eiland groeit of krimpt naarmate de waterstand in het meer stijgt of daalt, van meer dan 12 hectare tot ongeveer 4,5 hectare.